# 順德聯誼總會梁潔華小學
順德聯誼總會梁潔華小學（英語：S.T.F.A. Leung Kit Wah Primary School）是一間位於將軍澳寶琳中心地帶的小學，於1996年創立，旁边为新都城中心三期，由梁潔華博士資助建設，並以梁潔華博士命名。由蘇振顯出任校監，校長是尹少琴女士。全校現時共30班，每級各設5班，每班最多27人，全校學生人數約700人。

## 歷史
- 1996年：創校
- 2000年12月：成為當時全港第一間獲得ISO9001:2000認證的學校
- 2006年4月：新校舍落成（秀娛樓）[2]
- 2015年9月：設立首班電子教學班
- 2016年4月：創校20周年

## 辦學宗旨

### 校訓
本校秉承順德聯誼總會的辦學理想，以「文、行、忠、信」為校訓，教育學生，令他們在德、智、體、群、美五育方面，得到均衡的發展，成為社會上才德兼備的良好公民。

### 學校抱負
使學校成為一間積極進取、為香港提供優質初等教育的學府。

### 學校使命
培養孩子：積極自信、關愛樂群

### 學校刊物
《順德聯誼總會梁潔華小學 - 2021學校概覽》 （页面存档备份，存于）

## 著名/傑出校友
- 范嘉茵：香港女子羽毛球運動員[3]
- 吳業坤：香港藝人。

## 外部連結
- 官方網頁 （页面存档备份，存于）
- 到校直擊 （页面存档备份，存于）
- 小學概覽 2007 （页面存档备份，存于）